# Gran Premi del Canadà del 2011
El Gran Premi del Canadà de Fórmula 1 de la temporada 2011 s'ha disputat al Circuit de Montreal, del 10 al 12 de juny del 2011.

## Classificació
| Pos                             | No | Pilot              | Constructor          | Part 1   | Part 2   | Part 3   | Sortida |
| ------------------------------- | -- | ------------------ | -------------------- | -------- | -------- | -------- | ------- |
| 1                               | 1  | Sebastian Vettel   | Red Bull-Renault     | 1:14.011 | 1:13.486 | 1:13.014 | 1       |
| 2                               | 5  | Fernando Alonso    | Ferrari              | 1:13.822 | 1:13.672 | 1:13.199 | 2       |
| 3                               | 6  | Felipe Massa       | Ferrari              | 1:14.026 | 1:13.431 | 1:13.217 | 3       |
| 4                               | 2  | Mark Webber        | Red Bull-Renault     | 1:14.375 | 1:13.654 | 1:13.429 | 4       |
| 5                               | 3  | Lewis Hamilton     | McLaren-Mercedes     | 1:14.114 | 1:13.926 | 1:13.565 | 5       |
| 6                               | 8  | Nico Rosberg       | Mercedes             | 1:14.920 | 1:13.950 | 1:13.814 | 6       |
| 7                               | 4  | Jenson Button      | McLaren-Mercedes     | 1:14.374 | 1:13.955 | 1:13.838 | 7       |
| 8                               | 7  | Michael Schumacher | Mercedes             | 1:14.970 | 1:14.242 | 1:13.864 | 8       |
| 9                               | 9  | Nick Heidfeld      | Renault              | 1:15.096 | 1:14.467 | 1:14.062 | 9       |
| 10                              | 10 | Vitali Petrov      | Renault              | 1:14.699 | 1:14.354 | 1:14.085 | 10      |
| 11                              | 15 | Paul di Resta      | Force India-Mercedes | 1:14.874 | 1:14.752 |          | 11      |
| 12                              | 12 | Pastor Maldonado   | Williams-Cosworth    | 1:15.585 | 1:15.043 |          | 12      |
| 13                              | 16 | Kamui Kobayashi    | Sauber-Ferrari       | 1:15.694 | 1:15.285 |          | 13      |
| 14                              | 14 | Adrian Sutil       | Force India-Mercedes | 1:14.931 | 1:15.287 |          | 14      |
| 15                              | 18 | Sébastien Buemi    | Toro Rosso-Ferrari   | 1:15.901 | 1:15.334 |          | 15      |
| 16                              | 11 | Rubens Barrichello | Williams-Cosworth    | 1:15.331 | 1:15.361 |          | 16      |
| 17                              | 17 | Pedro de la Rosa   | Sauber-Ferrari       | 1:16.229 | 1:15.587 |          | 17      |
| 18                              | 19 | Jaime Alguersuari  | Toro Rosso-Ferrari   | 1:16.294 |          |          | 18      |
| 19                              | 21 | Jarno Trulli       | Lotus-Renault        | 1:16.745 |          |          | 19      |
| 20                              | 20 | Heikki Kovalainen  | Lotus-Renault        | 1:16.786 |          |          | 20      |
| 21                              | 23 | Vitantonio Liuzzi  | HRT-Cosworth         | 1:18.424 |          |          | 21      |
| 22                              | 24 | Timo Glock         | Virgin-Cosworth      | 1:18.537 |          |          | 22      |
| 23                              | 22 | Narain Karthikeyan | HRT-Cosworth         | 1:18.574 |          |          | 23      |
| Temps regla del 107% : 1:18.989 |    |                    |                      |          |          |          |         |
| 24                              | 25 | Jérôme d'Ambrosio  | Virgin-Cosworth      | 1:19.414 |          |          | 241     |

Notes
1. ^  – Jérôme d'Ambrosio No ha aconseguit baixar dels temps marcats per la regla del 107% però els comissaris han decidit permetre la seva participació en la cursa.[1]

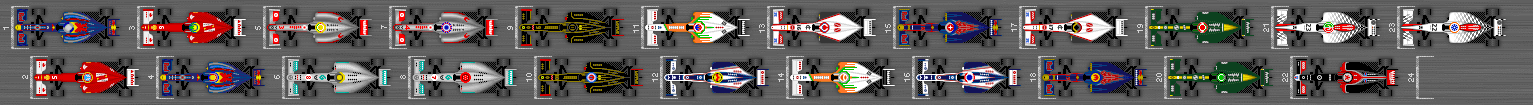
Graella després de la qualificació del GP.

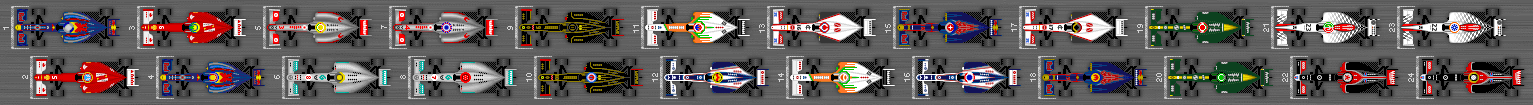
Graella de sortida del GP.

## Cursa
| Pos | No | Pilot              | Constructor            | Voltes | Temps / Retirada | Pos.Sortida | Punts |
| --- | -- | ------------------ | ---------------------- | ------ | ---------------- | ----------- | ----- |
| 1   | 4  | Jenson Button      | McLaren - Mercedes     | 70     | 4h 04' 39. 537   | 7           | 25    |
| 2   | 1  | Sebastian Vettel   | Red Bull - Renault     | 70     | + 2.709 s        | 1           | 18    |
| 3   | 2  | Mark Webber        | Red Bull - Renault     | 70     | + 13.828 s       | 4           | 15    |
| 4   | 7  | Michael Schumacher | Mercedes               | 70     | + 14.219 s       | 8           | 12    |
| 5   | 10 | Vitali Petrov      | Renault                | 70     | + 20.395 s       | 10          | 10    |
| 6   | 6  | Felipe Massa       | Ferrari                | 70     | + 33.225 s       | 3           | 8     |
| 7   | 16 | Kamui Kobayashi    | Sauber - Ferrari       | 70     | + 33.270 s       | 13          | 6     |
| 8   | 19 | Jaime Alguersuari  | Toro Rosso - Ferrari   | 70     | + 35.964 s       | 24          | 4     |
| 9   | 11 | Rubens Barrichello | Williams - Cosworth    | 70     | + 45.117 s       | 16          | 2     |
| 10  | 18 | Sébastien Buemi    | Toro Rosso - Ferrari   | 70     | + 47.056 s       | 15          | 1     |
| 11  | 8  | Nico Rosberg       | Mercedes               | 70     | + 50.454 s       | 6           |       |
| 12  | 17 | Pedro de la Rosa   | Sauber - Ferrari       | 70     | + 1' 03.607 min. | 17          |       |
| 13  | 23 | Vitantonio Liuzzi  | HRT - Cosworth         | 69     | + 1 Volta        | 20          |       |
| 14  | 25 | Jérôme d'Ambrosio  | Virgin - Cosworth      | 69     | + 1 Volta        | 23          |       |
| 15  | 24 | Timo Glock         | Virgin - Cosworth      | 69     | + 1 Volta        | 21          |       |
| 16  | 21 | Jarno Trulli       | Lotus - Cosworth       | 69     | + 1 Volta        | 18          |       |
| 17  | 22 | Narain Karthikeyan | HRT - Cosworth         | 69     | + 1 Volta1       | 22          |       |
| 18  | 15 | Paul di Resta      | Force India - Mercedes | 67     | Accident         | 11          |       |
| Ret | 12 | Pastor Maldonado   | Williams - Cosworth    | 61     | Virolla          | 12          |       |
| Ret | 9  | Nick Heidfeld      | Renault                | 55     | Accident         | 9           |       |
| Ret | 14 | Adrian Sutil       | Force India - Mercedes | 49     | Accident         | 14          |       |
| Ret | 5  | Fernando Alonso    | Ferrari                | 36     | Col·lisió        | 2           |       |
| Ret | 20 | Heikki Kovalainen  | Lotus - Cosworth       | 28     | Direcció         | 19          |       |
| Ret | 3  | Lewis Hamilton     | McLaren - Mercedes     | 7      | Col·lisió        | 5           |       |

Notes
1. ^  – Karthikeyan va acabar el 14è però va ser penalitzat amb 20 segons després de la cursa per haver tallat una volta per la xicana aconseguint un avantatge.

## Classificació del mundial després de la cursa
| Pos | Pilot            | Punts |
| --- | ---------------- | ----- |
| 1   | Sebastian Vettel | 161   |
| 2   | Jenson Button    | 101   |
| 3   | Mark Webber      | 94    |
| 4   | Lewis Hamilton   | 85    |
| 5   | Fernando Alonso  | 69    |

| Pos | Constructor      | Punts |
| --- | ---------------- | ----- |
| 1   | Red Bull-Renault | 255   |
| 2   | McLaren-Mercedes | 186   |
| 3   | Ferrari          | 101   |
| 4   | Renault          | 60    |
| 5   | Mercedes         | 52    |

- Nota: Només s'inclouen els 5 primers de cada classificació. Per veure-la completa aneu a Temporada 2011 de Fórmula 1

## Altres
- Pole: Sebastian Vettel 1' 13. 014

- Volta ràpida: Jenson Button 1' 16. 956 (a la volta 69)